# Sant Elm
|  | Aquest article tracta sobre la població mallorquina. Vegeu-ne altres significats a «Sant Elm (desambiguació)». |

Sant Elm és una localitat turística de Mallorca situada al terme d'Andratx, davant l'illa de la Dragonera. Antigament conformava una vila, que fou abandonada i només en restà un petit redol de pescadors que es convertí en una localitat de segones residències i d'estiuada, amb gran atractiu pel paratge natural en què es troba, davant la Dragonera.
A l'edat mitjana aquest indret es deia la Palomera (o Port de la Palomera), i fou el lloc on la host del Jaume I s'arrecerà després de la tempesta que patiren durant l'expedició de conquesta. Hi arribaren el 7 de setembre de 1229 i hi fondejaren fins dia 9, quan partiren cap a Santa Ponça per desembarcar. Després de la conquesta, la contrada correspongué a Berenguer de Palou, bisbe de Barcelona, en les terres del qual el segle xiv es formaria la Baronia del Pariatge. El bisbe hagué de cedir terres a aquells que l'havien ajudat, i així la Palomera fou repartida entre Bernat Basset, Ramon Tió i Pere de Vic, els noms dels quals romanen a la toponímia de la zona: Cala en Basset, el barri de Son Tió (que també dona nom a una cala i un puig) a s'Arracó i el Puig d'en Vic.
El rei Jaume II tenia la intenció de fundar una vila a la Palomera, i per això hi fundà una església, dedicada a Sant Elm, i un hospital per mariners. A l'hospital s'hi bastí una torre, la torre de Sant Elm, per protegir la població de les incursions pirates. Certament, la població de la Palomera romangué durant tres segles fins al segle xvi, per tal com hom compta amb la llista de batles fins a 1545. No obstant això, la vila acabà per ser abandonada, atès el creixement del poder otomà per mar i el gran perill que comportaven els seus corsaris, i d'aquesta manera la població es retirà terra endins, per establir la vall de s'Arracó i fer néixer el poble. Amb el temps el nom del sant desplaçà l'antic topònim, el qual, així i tot, es conserva referit al coll que separa Sant Elm de s'Arracó.
Fins a començament del segle xx, Sant Elm vivia de la pesca i de la salaó de peix. Actualment, aquesta petita localitat, habitada per unes 300 persones, viu del turisme, per bé que la major part de les cases són segones residències d'andritxols i raconers.
Tot l'entorn de Sant Elm compta amb un gran valor natural i patrimonial. A més de la dita torre de Sant Elm, destaca el conjunt natural i etnològic de la Trapa, Reserva Natural, on una comunitat de monjos construïren un monestir cap al 1810, i també són dignes de menció les torres de defensa de Cala en Basset i la de Llebeig, a la Dragonera, com a vestigis de les fortificacions defensives per prevenir els atacs de corsaris i pirates a l'edat moderna.
La dita illa de la Dragonera i illots que l'envolten, entre els quals el Pantaleu, conformen el Parc Natural de sa Dragonera, al qual es pot arribar amb una barca que surt de Sant Elm. Hi destaquen els fars de Tramuntana i de Llebeig, a més de la dita torre de Llebeig, com també Cala Lledó i na Pòpia, el cim més alt (345 m).
A Sant Elm se celebra una festa de Moros i Cristians, que commemora un atac pirata que patí la vila d'Andratx el segle xvi.